# 옌안 (가수)
옌안(중국어: 閆桉, 영어: YANAN, 1996년 10월 25일 ~ )은 중국의 가수로 대한민국의 보이 그룹 펜타곤의 서브보컬을 맡고 있다.

## 텔레비전 프로그램

### 방송
| 연도   | 기간                | 방송사          | 제목               | 역할   | 장르 | 비고          |
| ------ | ------------------- | --------------- | ------------------ | ------ | ---- | ------------- |
| 2018년 | 7월 12일 ~ 8월 13일 | 텐센트          | 《조음전기》       | 출연자 | 예능 | 출연          |
| 2019년 | 4월 26일 ~ 7월 12일 | 중국 저장위성TV | 《달려라 시즌3》   | 출연자 | 예능 | 출연          |
| 2021년 | 1월 6일             | MBC every1      | 《대한외국인》     | 출연자 | 예능 | 출연          |
| 2021년 | 1월 14일            | JTBC            | 《C.T.O 프로젝트》 | 출연자 | 예능 | 출연 깜짝등장 |

### 드라마
- 2021년 망고 TV 웹드라마 《아친애적소결》 - 쉬쥔지에 역